# Alfa Romeo 185T
Az Alfa Romeo 185T egy Formula–1-es versenyautó, amelyet a Benetton Team Alfa Romeo tervezett és versenyeztetett az 1985-ös Formula–1 világbajnokság során. Pilótapárosa Riccardo Patrese és Eddie Cheever voltak.
Az autó mindössze 8 versenyen indult, ugyanis gyatra teljesítménye és megbízhatatlansága miatt az előző évi, 184T modell átalakított változatát használták az idény második felében. Ez volt az Alfa Romeo második Formula–1-es korszakának befejezése csapatként, egészen 2019-es visszatérésükig.

## Áttekintés
Az autót az Alfa Romeo saját gyártású, 890T kódnevű motorja hajtotta, amely egy körülbelül 780 lóerő leadására képes V8-as turbómotor volt. A korrektnek nevezhető teljesítmény mellé csapnivaló üzemkészség párosult a kasztni részéről. A nyolc versenyből négyet kettős kieséssel zártak, az utolsó, brit nagydíjon már csak Patrese versenyzett ezzel a kasztnival. Patrese egy 2000-es interjúban egyenesen a legrosszabb autónak nevezte, amit valaha vezetett.
Egy hatalmas baleset is kapcsolódik az autóhoz. A monacói nagydíj 16. körében Nelson Piquet meg akarta előzni a Brabhamjével Patresét a célegyenesben. Patrese, akit híresen nehéz volt megelőzni, nem hagyott elég helyet Piquet-nek, aki nekiment, majd először Patrese vágódott neki a szalagkorlátnak, rommá törve az Alfa Romeót, majd belecsapódott Piquet amúgy is összetört autójába, és mindketten a bukótérben végezték. Csodával határos módon mindketten épségben megúszták a balesetet.
Ugyancsak Monacóban éerte el Cheever a legjobb időmérős pozíciót (a megyedik helyet), alig két és fél tizeddel lemaradva a pole pozíciós időtől. 

## Eredmények
| Év   | Csapat                   | Motor           | Gumik | Pilóták          | 1   | 2   | 3   | 4   | 5   | 6   | 7   | 8   | 9   | 10  | 11  | 12  | 13  | 14  | 15  | 16  | Pontok | Helyezés |
| ---- | ------------------------ | --------------- | ----- | ---------------- | --- | --- | --- | --- | --- | --- | --- | --- | --- | --- | --- | --- | --- | --- | --- | --- | ------ | -------- |
| 1985 | Benetton Team Alfa Romeo | Alfa Romeo 890T | G     |                  | BRA | POR | SMR | MON | CAN | DET | FRA | GBR | GER | AUT | NED | ITA | BEL | EUR | RSA | AUS | 0      | 12.      |
| 1985 | Benetton Team Alfa Romeo | Alfa Romeo 890T | G     | Riccardo Patrese | KI  | KI  | KI  | KI  | 10  | KI  | 11  | 9   |     |     |     |     |     |     |     |     | 0      | 12.      |
| 1985 | Benetton Team Alfa Romeo | Alfa Romeo 890T | G     | Eddie Cheever    | KI  | KI  | KI  | KI  | 17  | 9   | 10  |     |     |     |     |     |     |     |     |     | 0      | 12.      |